# (38315) 1999 RS112
1999 RS112 (asteroide 38315) é um asteroide da cintura principal. Possui uma excentricidade de 0.22900810 e uma inclinação de 11.09552º.
Este asteroide foi descoberto no dia 9 de setembro de 1999 por LINEAR em Socorro.